# Vella anremerica
Vella anremerica là một loài thực vật có hoa trong họ Cải. Loài này được (Lit. & Maire) Gomez-Campo miêu tả khoa học đầu tiên năm 1981.